# James Drummond, 3:e hertig av Perth
James Drummond, 3:e hertig av Perth (de jure 6:e earl av Perth). född den 11 maj 1713, död den 13 maj 1746, var en skotsk ädling, sonson till James Drummond, 1:e hertig av Perth. 
Drummond fördes av sin far, vilken deltagit i 1715 års skotska resning, i späda år till Frankrike, återvände efter uppfostran där till hemlandet och slöt sig 1745 till pretendentens sak, var en av dennes dugligaste medhjälpare under resningen och anförde vänstra flygeln vid Culloden. Utmattad av strapatser under flykten dog Perth på det räddande fartyg som skulle föra honom till Frankrike.